# Discografia di Robbie Williams
Questa è la discografia di Robbie Williams, cantante britannico. Essa comprende 12 album in studio, 1 album live e 7 raccolte.

## Album ufficiali
| Album e informazioni |
| Life thru a Lens - 29 settembre 1997 - Etichetta :EMI - Posizione nelle classifiche: numero 1 (UK), numero 9 (ARG), numero 22 (MEX), numero 33 (AUT), numero 34 (AUS), numero 39 (SWZ), numero 42 (GER) - BPI Certificazione UK: 8 dischi di platino - Vendite UK: 2.4 milioni - IFPI Certificazione Europea: 3 dischi di platino (3 milioni) - Singoli: Old Before I Die, Lazy Days, South of The Border, Angels, Let Me Entertain You Vendite Mondiali: 5 milioni |
| I've Been Expecting You - 26 ottobre 1998 - Etichetta :EMI - Posizione nelle classifiche: numero 1 (UK), numero 4 (NZ), numero 8 (ARG), numero 16 (GER), numero 16 (MEX), numero 19 (SWZ),numero 20 (ITA), numero 21 (SWE), numero 24 (AUT), numero 31 (FRA) - BPICertificazione UK: 10 dischi di platino - Vendite UK: 3 milioni - IFPI Certificazione Europea: 4 dischi di platino (4 milioni) - Singoli: Millennium, No Regrets, Strong, She's The One / It's Only Us Vendite Mondiali: 5 milioni |
| Sing When You're Winning - 28 agosto 2000 - Etichetta : EMI - Posizione nelle classifiche: numero 1 (UK), numero 1 (GER), numero 1 (NZ), numero 2 (SWZ), numero 4 (SWE), numero 4 (AUT),numero 5(ITA), numero 6 (ARG), numero 7 (AUS), numero 8 (MEX), numero 19 (FRA), numero 110 (USA) - BPI Certificazione UK: 8 dischi di platino - Vendite UK: 2.4 milioni - IFPI Certificazione Europea: 4 dischi di platino (4 milioni) - Singoli: Rock DJ, Kids, Supreme, Let Love Be Your Energy, The Road To Mandalay, Eternity Vendite Mondiali: 7 milioni                                                                                              |
| Swing When You're Winning - 19 novembre 2001 - Etichetta : EMI - Posizione nelle classifiche: numero 1 (UK), numero 1 (GER), numero 1 (NZ), numero 1 (AUT), numero 1 (SWZ), numero 3 (AUS),numero 3 (ITA), numero 4 (SWE), numero 9 (ARG), numero 11 (MEX), numero 21 (FRA) - BPI Certificazione UK: 7 dischi di platino - Vendite UK: 2.1 milioni - IFPI Certificazione Europea: 4 dischi di platino (4 milioni) - Singoli: Somethin' Stupid (con Nicole Kidman), Mr. Bojangles / I Will Talk and Hollywood Will Listen Vendite Mondiali: 5 milioni                                                                                               |
| Escapology - 5 novembre 2002 - Etichetta : EMI - Posizione nelle classifiche: numero 1 (UK), numero 1 (GER), numero 1 (SWE), numero 1 (AUT), numero 1 (SWZ), numero 2 (ARG),numero 2 (ITA), numero 3 (AUS), numero 3 (MEX), numero 3 (FRA), numero 3 (NZ), numero 43 (USA) numero 1 (NL) - BPI Certificazione UK: 6 dischi di platino - Vendite UK: 1.8 milioni - IFPI Certificazione Europea: 5 dischi di platino (5 milioni) - Singoli: Feel, Come Undone, Something Beautiful, Sexed Up Vendite Mondiali: 8 milioni |
| Intensive Care - 24 ottobre 2005 - Etichetta : EMI - Posizione nelle classifiche: numero 1 (UK), numero 1 (AUS), numero 1 (GER), numero 1 (NZ), numero 1 (SWE), numero 1 (AUT), numero 1 (SWZ), numero 1 (ARG), numero 1 (ITA), numero 1 (Olanda), numero 1 (Belgio), numero 1 (Danimarca), numero 1 (Portogallo), numero 2 (MEX), numero 2 (FRA), numero 2 (Norvegia), numero 2 (Spagna), numero 3 (Finlandia) - BPI Certificazione UK: 5 dischi di platino - Vendite UK: 1.5 milioni - IFPICertificazione Europea: 5 dischi di platino (5 milioni) - Singoli: Tripping, Make Me Pure, Advertising Space, Sin Sin Sin Vendite Mondiali: 8 milioni |
| Rudebox - 23 ottobre 2006 - Etichetta : EMI - Posizione nelle classifiche: numero 1 (UK), numero 1 (AUS), numero 1 (GER), numero 1 (ITA), numero 1 (MEX), numero 1 (SWZ), numero 1 (Finlandia), numero 1 (Danimarca), numero 2 (NL), numero 2 (Svezia), numero 3 (Francia), numero 4 (Spagna), numero 5 (Portogallo), numero 8 (Norvegia) - BPI Certificazione UK: 3 dischi di platino - Vendite UK: 900.000 - IFPICertificazione europea: 3 dischi di platino(3 milioni) - Singoli: Rudebox, Lovelight, She's Madonna Vendite mondiali: 5 milioni                                                                                                 |
| Reality Killed the Video Star - 6 novembre 2009 - Etichetta : EMI - Posizione nelle classifiche: - BPI Certificazione UK: - Vendite UK: 900.000 - IFPICertificazione europea: - Singoli: Bodies, You Know Me, Morning Sun Vendite mondiali: 3 000 |
| Take the Crown - 5 novembre 2012 - Etichetta : Universal Music Group - Posizione nelle classifiche: numero 1 (UK), numero 4 (AUS), numero 1 (GER), numero 1 (SWZ), numero 1 (AUT), numero 1 (NL), numero 7 (SWE), numero 9 (FR) - BPI Certificazione UK: - Vendite UK: 515,20 - IFPICertificazione europea: - Singoli: Candy, Different Vendite mondiali: |
| Swings Both Ways - 18 novembre 2013 - Etichetta: Universal Music Group - Posizione nelle classifiche: numero 1 (UK), numero 5 (AUS), numero 1 (GER), numero 5 (ITA), numero 50 (MEX), numero 13 (SPA), numero 1 (SWZ), numero 18 (FIN), numero 1 (AUT), numero 2 (DAN), numero 2 (NL), numero 5 (SWE), numero 38 (FR), numero 19 (POR), numero 7 (NOR) - BPI Certificazione UK: - Vendite UK: 626,000 - IFPICertificazione europea: - Singoli: Go Gentle, Dream a Little Dream Vendite mondiali: |
| The Heavy Entertainment Show - 4 novembre 2016 - Etichetta: CBS Records - Posizione nelle classifiche: - Vendite UK: - IFPICertificazione europea: - Singoli: Party Like a Russian, Love My Life, Mixed Signals Vendite mondiali: |
| The Christmas Present - 22 novembre 2019 - Etichetta: Columbia Record - Posizione nelle classifiche: - Vendite UK: - IFPICertificazione europea: - Singoli: Vendite mondiali: |

## Raccolte
| Album e informazioni |
| The Ego Has Landed (Limited international release) - 30 luglio 1999 - Etichetta: Capitol Records/EMI - Posizione in classifica: numero 1 (NZ), numero 23 (MEX), numero 63 (USA) - RIAA US Certificato: Gold (600,000) - Vendite Canada: 100,000 - Australia: 70,000 - Nuova Zelanda: 140,000 - Argentina: 20,000 - Messico: 50,000 - Singoli: Millennium, Angels |
| Greatest Hits - 18 ottobre 2004 - Etichetta : EMI - classifica peak: numero 1 (UK), numero 1 (AUS), numero 1 (GER), numero 1 (NZ), numero 1 (AUT), numero 1 (SWZ), numero 1 (ARG), numero 1 (ITA), numero 1 (Olanda), numero 1 (Portogallo), numero 1 (Australia), numero 2 (MEX), numero 2 (SWE), numero 2 (Belgio), numero 2 (Svezia), numero 2 (Norvegia), numero 3 (Finlandia), numero 3 (Danimarca), numero 8 (Spagna) - BPI UK Certificate: 8x Platinum (2.4 milioni) - Vendite UK:2 million + - Australia Vendite: 560,000 - IFPI Europe Certificate: 5x Platinum (5 milioni) - Singoli: Radio, Misunderstood |
| In and Out of Consciousness: The Greatest Hits 1990-2010 - 8 ottobre 2010 - Etichetta : EMI - Chart peak: - BPI UK Certificate: - UK Sales:2 million + - Australia Vendite: - IFPI Europe Certificate: - Singoli: Shame |
| Under the Radar Vol. 1 - 1º dicembre 2014 - Etichetta: Universal Music Group - Posizione nelle classifiche: - Vendite UK: - IFPICertificazione europea: - Singoli: Vendite mondiali: |
| Under the Radar Vol. 2 - 30 novembre 2017 - Etichetta: CBS Records - Posizione nelle classifiche: - Vendite UK: - IFPICertificazione europea: - Singoli: Vendite mondiali: |
| Under the Radar Vol. 3 - 14 febbraio 2019 - Etichetta: Farrell Music Ltd - Posizione nelle classifiche: - Vendite UK: - IFPICertificazione europea: - Singoli: Vendite mondiali: |
| XXV - 9 settembre 2022 - Etichetta: Columbia Records - Posizione nelle classifiche: - Vendite UK: - IFPICertificazione europea: - Singoli: Lost Vendite mondiali: |

## Album dal vivo
- 2003 - Live at Knebworth

## Album video
- Live at Royal Albert Hall (2001)
- Where egos dare (2002)
- Nobody someday (2002)
- The Robbie Williams Show (2003)
- What We Did Last Summer Live at Knebworth (2003)
- And Through it All - Live 1997-2006 (2006)
- In and Out of Consciousness: The Greatest Hits 1990-2010 (2010)

## Singoli
| Anno | Titolo                                                          | Album                                                    | Posizione in chart | Posizione in chart | Posizione in chart | Posizione in chart | Posizione in chart | Posizione in chart | Posizione in chart | Posizione in chart | Posizione in chart | Posizione in chart | Posizione in chart |
| Anno | Titolo                                                          | Album                                                    | UK                 | ITA                | USA                | GER                | FRA                | AUS                | NZ                 | SWE                | AUT                | SWI                | HOL                |
| ---- | --------------------------------------------------------------- | -------------------------------------------------------- | ------------------ | ------------------ | ------------------ | ------------------ | ------------------ | ------------------ | ------------------ | ------------------ | ------------------ | ------------------ | ------------------ |
| 1996 | Freedom                                                         | --                                                       | 2                  | 10                 | --                 | 10                 | --                 | 6                  | 39                 | 24                 | 19                 | 8                  | 12                 |
| 1997 | Old Before I Die                                                | Life thru a Lens                                         | 2                  | 2                  | --                 | 37                 | --                 | --                 | --                 | --                 | 30                 | 30                 | 53                 |
| 1997 | Lazy Days                                                       | Life thru a Lens                                         | 8                  | 7                  | --                 | 90                 | --                 | --                 | --                 | --                 | --                 | --                 | 72                 |
| 1997 | South of the Border                                             | Life thru a Lens                                         | 14                 | --                 | --                 | --                 | --                 | --                 | --                 | --                 | --                 | --                 | --                 |
| 1997 | Angels                                                          | Life thru a Lens                                         | 4                  | 6                  | 41                 | 9                  | 7                  | 40                 | 23                 | 13                 | 12                 | 4                  | 14                 |
| 1998 | Let Me Entertain You                                            | Life thru a Lens                                         | 3                  | --                 | --                 | --                 | --                 | 46                 | 33                 | --                 | --                 | --                 | 42                 |
| 1998 | Millennium                                                      | I've Been Expecting You                                  | 1                  | 4                  | 72                 | 41                 | 16                 | 24                 | 3                  | 12                 | 18                 | 18                 | 38                 |
| 1998 | No Regrets / Antmusic                                           | I've Been Expecting You                                  | 4                  | 9                  | --                 | 60                 | 67                 | --                 | 29                 | 43                 | 34                 | --                 | 71                 |
| 1999 | Strong                                                          | I've Been Expecting You                                  | 4                  | --                 | --                 | 68                 | 99                 | --                 | 9                  | --                 | --                 | --                 | 55                 |
| 1999 | She's the One                                                   | I've Been Expecting You                                  | 1                  | 6                  | --                 | 27                 | 74                 | --                 | 3                  | 42                 | 16                 | 20                 | 33                 |
| 2000 | Win Some Lose Some                                              | I've Been Expecting You                                  | --                 | --                 | --                 | --                 | --                 | --                 | 7                  | --                 | --                 | --                 | --                 |
| 2000 | Rock DJ                                                         | Sing When You're Winning                                 | 1                  | 3                  | --                 | 9                  | 40                 | 4                  | 1                  | 18                 | 7                  | 9                  | 11                 |
| 2000 | Kids Duetto con Kylie Minogue                                   | Sing When You're Winning                                 | 2                  | 29                 | --                 | 47                 | --                 | --                 | 5                  | 31                 | --                 | 35                 | 24                 |
| 2000 | Supreme                                                         | Sing When You're Winning                                 | 4                  | 4                  | --                 | 14                 | 12                 | 14                 | 3                  | 14                 | 3                  | 4                  | 16                 |
| 2001 | Let Love Be Your Energy                                         | Sing When You're Winning                                 | 10                 | 29                 | --                 | 68                 | --                 | --                 | 11                 | --                 | 54                 | 56                 | 55                 |
| 2001 | Eternity/The Road to Mandalay                                   | Sing When You're Winning                                 | 1                  | 4                  | --                 | 7                  | 45                 | 2                  | 1                  | 34                 | 9                  | 10                 | 11                 |
| 2002 | Better Man                                                      | Sing When You're Winning                                 | --                 | --                 | --                 | --                 | --                 | 6                  | 4                  | --                 | --                 | --                 | --                 |
| 2001 | We Are the Champions Duetto con i Queen                         | A Knight's Tale Soundtrack                               | --                 | --                 | --                 | --                 | --                 | --                 | --                 | --                 | --                 | --                 | --                 |
| 2001 | Somethin' Stupid Duetto con Nicole Kidman                       | Swing When You're Winning                                | 1                  | 1                  | --                 | 2                  | 16                 | 8                  | 1                  | 17                 | 2                  | 3                  | 5                  |
| 2002 | Mr. Bojangles / I Will Talk And Hollywood Will Listen           | Swing When You're Winning                                | --                 | 33                 | --                 | 77                 | --                 | --                 | --                 | --                 | --                 | 68                 | 66                 |
| 2002 | My Culture (1 Giant Leap featuring Maxi Jazz & Robbie Williams) | 1 Giant Leap                                             | 9                  | 16                 | --                 | 69                 | --                 | --                 | 26                 | --                 | --                 | 51                 | 42                 |
| 2002 | Feel                                                            | Escapology                                               | 2                  | 1                  | 40                 | 3                  | 6                  | 10                 | 7                  | 3                  | 3                  | 4                  | 1                  |
| 2003 | Come Undone                                                     | Escapology                                               | 4                  | 11                 | --                 | 16                 | 49                 | --                 | 25                 | 46                 | 15                 | 45                 | 26                 |
| 2003 | Something Beautiful                                             | Escapology                                               | 3                  | 22                 | --                 | 46                 | 70                 | --                 | 7                  | --                 | 19                 | 52                 | 16                 |
| 2003 | Sexed Up                                                        | Escapology                                               | 10                 | 8                  | --                 | 53                 | --                 | --                 | 25                 | --                 | 45                 | 59                 | 33                 |
| 2004 | Radio                                                           | Greatest Hits                                            | 1                  | 2                  | --                 | 2                  | 48                 | 12                 | --                 | 22                 | 3                  | 14                 | 9                  |
| 2004 | Misunderstood                                                   | Greatest Hits                                            | 8                  | 7                  | --                 | 20                 | --                 | 39                 | --                 | 35                 | 21                 | 26                 | 15                 |
| 2005 | Tripping                                                        | Intensive Care                                           | 2                  | 1                  | --                 | 1                  | 9                  | 7                  | 20                 | 2                  | 2                  | 2                  | 2                  |
| 2005 | Make Me Pure                                                    | Intensive Care                                           | --                 | --                 | --                 | --                 | --                 | --                 | --                 | --                 | --                 | --                 | --                 |
| 2005 | Advertising Space                                               | Intensive Care                                           | 8                  | 4                  | --                 | 10                 | 14                 | 17                 | 32                 | 11                 | 8                  | 9                  | 12                 |
| 2006 | Sin Sin Sin                                                     | Intensive Care                                           | 22                 | 9                  | --                 | 18                 | 46                 | 26                 | --                 | 45                 | 15                 | 16                 | 13                 |
| 2006 | Rudebox                                                         | Rudebox                                                  | 4                  | 1                  | 19                 | 1                  | 31                 | 13                 | --                 | --                 | 5                  | 1                  | 6                  |
| 2006 | Lovelight                                                       | Rudebox                                                  | 8                  | 4                  | --                 | 21                 | 30                 | 25                 | --                 | 23                 | 26                 | 25                 | 9                  |
| 2007 | Bongo Bong and Je ne t'aime plus feat. Lily Allen               | Rudebox                                                  | --                 | 22                 | --                 | --                 | --                 | --                 | --                 | --                 | --                 | 77                 | --                 |
| 2007 | She's Madonna feat. Pet Shop Boys                               | Rudebox                                                  | 16                 | 3                  | --                 | 4                  | --                 | --                 | --                 | 20                 | 14                 | 8                  | 3                  |
| 2009 | Bodies                                                          | Reality Killed the Video Star                            | 2                  | 1                  | --                 | --                 | --                 | --                 | --                 | --                 | --                 | --                 | --                 |
| 2009 | You Know Me                                                     | Reality Killed the Video Star                            | 6                  | --                 | --                 | --                 | --                 | --                 | --                 | --                 | --                 | --                 | --                 |
| 2010 | Morning Sun                                                     | Reality Killed the Video Star                            | 45                 | --                 | --                 | --                 | --                 | --                 | --                 | --                 | --                 | --                 | --                 |
| 2010 | Shame duetto con Gary Barlow                                    | In and Out of Consciousness: The Greatest Hits 1990-2010 | 2                  | 7                  | --                 | --                 | --                 | --                 | --                 | --                 | --                 | --                 | --                 |
| 2012 | Candy                                                           | Take the Crown                                           | 1                  | 2                  | --                 | 3                  | 14                 | --                 | --                 | 42                 | 4                  | 8                  | 1                  |
| 2012 | Different                                                       | Take the Crown                                           | 64                 | --                 | --                 | --                 | --                 | --                 | --                 | --                 | --                 | --                 | --                 |
| 2013 | Be a Boy                                                        | Take the Crown                                           | --                 | --                 | --                 | --                 | --                 | --                 | --                 | --                 | --                 | --                 | --                 |
| 2013 | Go Gentle                                                       | Swings Both Ways                                         | 10                 | 5                  | --                 | 16                 | --                 | --                 | --                 | --                 | 27                 | 22                 | 45                 |
| 2013 | Dream a Little Dream                                            | Swings Both Ways                                         | 144                | --                 | --                 | 88                 | 160                | --                 | --                 | --                 | --                 | --                 | 67                 |

## Colonne sonore
- 1999 I Wouldn't Normally Do This Kind of Thing brano dei Pet Shop Boys reinterpretato da Williams - dalla colonna sonora di Friends, intitolata Friends Again
- 2001 We are the champions - dalla colonna sonora de Il destino di un cavaliere
- 2002 Have you Met Miss Jones? / Not of this earth - dalla colonna sonora de Il diario di Bridget Jones
- 2003 A man for all seasons - dalla colonna sonora di Johnny English, distribuito solo come singolo promozionale
- 2003 Beyond the sea - dalla colonna sonora di Alla ricerca di Nemo
- 2004 Misunderstood - dalla colonna sonora di Che pasticcio, Bridget Jones!
- 2004 It's De-Lovely - dalla colonna sonora di De-Lovely
- 2011 Collision Of Worlds duetto con Brad Paisley - dalla colonna sonora di Cars 2

## Duetti e collaborazioni
- 1998 I Started a Joke - con The Orb
- 1998 No Regrets - con i Pet Shop Boys, incluso nell'album I've Been Expecting You
- 1999 Are You Gonna Go My Way? - duetto con Tom Jones incluso nell'album Reload
- 2000 That Old Black Magic - duetto con Jane Horrocks
- 2000 Kids - duetto con Kylie Minogue, incluso negli album Light years e Sing When You're Winnin'
- 2000 United - con Apollo 440, b-side del singolo Supreme
- 2001 We Are the Champions - con i Queen, incluso nella colonna sonora de Il destino di un cavaliere
- 2001 Somethin' Stupid - duetto con Nicole Kidman, incluso nell'album Swing When You're Winning
- 2001 They Can't Take That Away from Me - duetto con Rupert Everett, incluso nell'album Swing When You're Winning
- 2001 It Was a Very Good Year - duetto con Frank Sinatra, incluso nell'album Swing When You're Winning
- 2001 Me and My Shadow - con Jonathan Wilkes, incluso nell'album Swing When You're Winning
- 2001 Well, Did You Evah - con Jon Lovitz, incluso nell'album Swing When You're Winning
- 2001 Things - con Jane Horrocks, incluso nell'album Swing When You're Winning
- 2002 My Culture - 1 Giant Leap feat. Maxi Jazz & Robbie Williams
- 2002 Revolution - con Rose Stone, incluso nell'album Escapology
- 2006 Jealousy - con i Pet Shop Boys, incluso nell'album live Concrete
- 2006 She's Madonna - con i Pet Shop Boys, incluso nell'album Rudebox
- 2006 We're the Pet Shop Boys - con i Pet Shop Boys, incluso nell'album Rudebox
- 2006 King of the Bongo - con Lily Allen, incluso nell'album Rudebox
- 2011 Collision Of Worlds - con Brad Paisley, incluso nella colonna sonora di Cars 2
- 2013 Goin' Crazy - con Dizzee Rascal
- 2014 The Days - con Avicii

## B-Sides
| - Overture for Berlin (cds "Advertising space") - Antmusic (cds "No regrets") - Don't say no (cds "Advertising space") - Twist (cds "Advertising space") - Family coach (cds "Advertising space") - Bag full of silly (cds "Tripping") - Meet the stars (cds "Tripping") - Make me pure (cds "Tripping") - Mess me up (cds "Lovelight") - The postcard (cds "Misunderstood") - Chemical devotion (cds "Misunderstood") - (I feel it but) I can't explain (cds "Misunderstood") - Please please (cds "Misunderstood") - Do me now (cds "Misunderstood") - Lonestar rising (cds "Rudebox") - 1974 (cds "Radio") - Big beef (cds "Sexed up") - Norther town (cds "Radio") - Get a little high (cds "Sexed up") - Appliance of science (cds "Sexed up") - Berliner star (cds "Something beautiful") - Coffee, tea and symphaty (cds "Something beautiful") - Happy easter (War is coming) (cds "Come undone") - One fine day (cds "Come undone") - You're history (cds "Feel") - Nobody someday (cds "Feel") - Toxic (cds "Eternity") - Rolling stone (cds "Let love be your energy") - Let's face the music and dance - My way (live) (cds "Let me be your energy"/"Somethin' stupid") - United (cds "Supreme") - Come take me over (cds "Supreme") - Often (cds "Kids") - Eternity (orchestral version) (cds "Eternity") - John's gay (cds "Kids") - Kill me or cure me (cds "Kids") - Karaoke star (cds "Kids") - Talk to me (cds "Rock DJ") - Coke and tears (cds "She's the one") - It's only us (cds "She's the one") - Happy song (cds "Strong") | - Sexed up (demo version) (cds "No regrets") - There she goes (cds "No regrets") - Deceiving is believing (cds "No regrets") - Rome Munich Rome (cds "Millennium") - Love cheat (cds "Millennium") - I am the res(erection) (cds "Let me entertain you") - Get the joke (cds "Angels") - Karaoke overkill (cds "Angels") - I wouldn't normally do this kind of thing (cds "Let me entertain you") - Walk this sleigh (cds "Angels") - Cheap love song (cds "South of the border") - She makes me high (cds "Lazy Days") - Every time we say goodbye (cds "Lazy Days") - Falling in bed (again) (cds "Lazy Days") - Teenage millionaire (cds "Lazy Days") - Kooks (cds "Old before I die") - Making plans for Nigel (cds "Old before I die") - Average b-side (cds "Old before I die") - Better days (cds "Old before I die") - Don't do love (cds "Supreme") - Our love (cds "Sin sin sin") |